# Alejandro Medina y La Pesada
Alejandro Medina y La Pesada es el primer álbum solista del músico Alejandro Medina. Fue producido, publicado y distribuido en 1974 por el sello Music Hall, y por varias décadas estuvo descatalogado, hasta que en 2016 luego que se recuperaron varios másteres del sello desaparecido Music Hall, el álbum fue reeditado en CD.

## Lista de canciones
Todas escritas y cantadas por Alejandro Medina.

| Lado A |                                      |          |  |
| N.º    | Título                               | Duración |  |
| 1.     | «Yo se que a veces pierdo la cabeza» | 6:25     |  |
| 2.     | «Ven a mí, linda nena»               | 4:10     |  |
| 3.     | «Un estado natural»                  | 5:45     |  |

| Lado B |                                             |          |  |
| N.º    | Título                                      | Duración |  |
| 4.     | «Tiempo de reflexión»                       | 7:32     |  |
| 5.     | «Blues en mi menor para cantar al amanecer» | 4:52     |  |
| 6.     | «Algo muy profundo»                         | 4:50     |  |
| 7.     | «Canción de cubilete»                       | 0:35     |  |

## Créditos
- Alejandro Medina: bajo eléctrico, voz
- Claudio Gabis: guitarra
- Kubero Díaz: guitarra
- Jorge Pinchevsky: violín
- Isa Portugheis: batería
- Jimmy Márquez: batería
- Juan Gatti: arte de tapa
- Billy Bond: productor